# Hutteen SC Latakia
L'Hutteen SC Latakia (àrab: نادي حطين الرياضي, Nādī Ḫaṭṭīn ar-Riyāḍī, ‘Club Esportiu Hattín’) és un club sirià de futbol de la ciutat de Latakia. Va ser fundat el 1945.

## Palmarès
Copa siriana de futbol - 2001.